# Abd al-Aziz ibn Nadr Muhammad
Abd al-Aziz ibn Nadr Muhammad (mort vers 1681) fou un kan de la dinastia timúrida uzbeka branca dels toghay (djanides o astrakhànides) que va governar a Bukharà del 1647 al 1680. El seu pare Nadr Muhammad governava Balkh i Badakhshan (des del 1611) i el seu germà gran Imam Quli fou kan a Bukharà del 1611 al 1641 i el 1628 va estar a punt de prendre Kabul als mogols.
Quan Nadr va expulsar a Imam Quli Khan de Bukharà (1641) es van produir rebel·lions internes i atacs dels uzbeks de Khivà i dels mogols. Abd al-Aziz fou enviat al nord per combatre els revoltats però en lloc d'això es va proclamar com a kan de Bukharà i va ocupar també Samarcanda. Altres germans es van rebel·lar i el pare Nadr, que era a Balkh, va demanar ajut als mogols i Shah Djahan va acceptar; el 1638 havia recuperat Kandahar als perses i ara esperava guanys a Transoxiana, més que no pas ajudar a Nadr, i hi va enviar un exèrcit dirigit pel príncep Murad, que va ocupar Badakhshan i va atacar Balkh (1646). Nadr va haver de fugir a la cort d'Abbas II de Pèrsia mentre els uzbeks s'unien sota Abd al-Aziz. A l'hivern Murad es va retirar de Balkh i quan a l'any següent hi va anar el príncep Aurangzeb, va trobar força resistència abans de poder entrar altre cop a la ciutat; Abd al-Aziz amb les seves forces va creuar l'Oxus i va impedir que el mogol continués avançant cap al nord. Nadr, amb suport safàvida va retornar a Balkh i Aurangzeb va creure convenient retirar-se i retornar Balkh i Badakhshan a Nadr (1648). Els perses van recuperar llavors Kandahar.
El 1649/1650 Nadr va abdicar en el seu fill Subhan Quli ibn Nadr i va morir poc mesos després quan anava en peregrinació a la Meca (1650). Mentre els mogols es van acostar als dos kans uzbeks (de Bukharà i de Balkh), els safàvides encoratjaven al kan de Khivà Abu l-Ghazi, que era el sogre de Subhan Quli ibn Nadr, per atacar Abd al-Aziz ibn Nadr Muhammad i va aconseguir la retirada del suport mogol a aquest. Abd al-Aziz, aïllat i atacat, va finalment abdicar en el seu germà Subhan Quli (1680) el qual va reunir els kanats de Bukharà i Balkh-Badakhshan.
Com el seu pare abans, Abd al-Aziz va decidir fer el pelegrinatge als llocs sants i pel camí fou ben rebut per Abbas II. Va morir als 74 anys i fou enterrat al costat d'Imam Quli Khan i de Nadr Muhammad a Medina.